# Prado (Montevideo)
El Prado és un barri de Montevideo, Uruguai.
Com a barri, és una zona residencial de mansions de tres carrers d'extensió construïdes a principis del segle xx. Limita amb els barris de Capurro al sud-oest, La Teja a l'oest, Belvedere al nord-oest, Paso de las Duranas al nord, Aires Puros al nord-est, Atahualpa a l'est i Bella Vista al sud.
Com a parc, és el nom genèric que fa referència a les dues àrees que s'estenen pels dos costats del riu Miguelete, amb el pont de l'Avinguda Agraciada al sud i l'Avinguda Millán al nord-est com a límits. Sobre l'extrem septentrional, s'estén fins al Paso de las Duranas, amb una extensió en direcció nord-est a Aires Puros, on s'ubiquen el Museu Juan Manuel Blanes i el Jardí Japonès.

## El parc
El parc del Prado, conegut com a Parque Prado, és una zona important de descans per als residents de Montevideo. Entre els seus punts d'interès cal destacar el Rosedal, un jardí de roses, fonts, i diversos monuments. El rierol Miguelete es troba en aquest parc.
Part del parc és la "Rural del Prado", un centre d'exposicions.

## El barri
El barri alberga tres estadis de futbol: José Nasazzi, Federico Saroldi, i l'Alfredo V. Viera, on els clubs C.A. Bella Vista, River Plate i Montevideo Wanderers, entrenen, respectivament.
Al barri també es troben l'Església de Carmelitas i el Castell Soneira, entre d'altres.